# France Télévisions
France Télévisions (wym. [fʁɑ̃s televizjɔ̃]) – francuska publiczna grupa mediowa będąca własnością francuskiego skarbu państwa, powstała na skutek reorganizacji kanałów francuskiej telewizji publicznej.
Spółka finansowana jest z wpływów z abonamentu radiowo-telewizyjnego.

## Historia
W latach 1964–1975 narodowa radiotelewizja we Francji była zmonopolizowana przez organizację Office de radiodiffusion-télévision française. W celu stworzenia konkurencyjności, organizacja została w 1975 roku podzielona, a jej trzy kanały telewizyjne: TF1, Antenne 2 i FR3, stały się niezależne od siebie, lecz nadal były w pełni własnością rządu francuskiego. W 1987 roku kanał TF1 został sprywatyzowany i sprzedany spółce Bouygues, a oprócz niego powstały inne prywatne kanały, takie jak m.in. Canal+, La Cinq i M6. Doprowadziło to do znacznego spadku oglądalności dwóch wówczas istniejących kanałów publicznych, które straciły 30% swojego udziału w rynku. W celu ponownego zjednoczenia francuskiej telewizji publicznej i wzmocnienia jej pozycji na wynku, w 1992 roku powołano wspólnego dyrektora obydwu kanałów, a nazwy kanałów zmieniono na France 2 i France 3 w celu ujednolicenia marki; podmiot powstały wskutek tych zmian został nazwany France Télévision, jednak nie był nadal jednym bytem nadawczym.
2 sierpnia 2000 roku utworzona pod nazwą France Télévisions została spółka holdingowa wszystkich francuskich kanałów telewizji publicznej, przejmując w pełni kontrolę nad kanałami France 2 i France 3, jak i prywatnym kanałem La Cinquième, przemianowanym na France 5. W 2004 roku spółka przejęła kanał Réseau France Outre-mer, odpowiedzialny za nadawanie w terytoriach zależnych Francji. Obowiązek mianowania prezesa publicznej spółki do 2008 i od 2013 roku należał do Conseil supérieur de l'audiovisuel (Wyższa Rada Audiowizualna), a w latach 2008–2013 do francuskiego prezydenta.

## Status i działanie

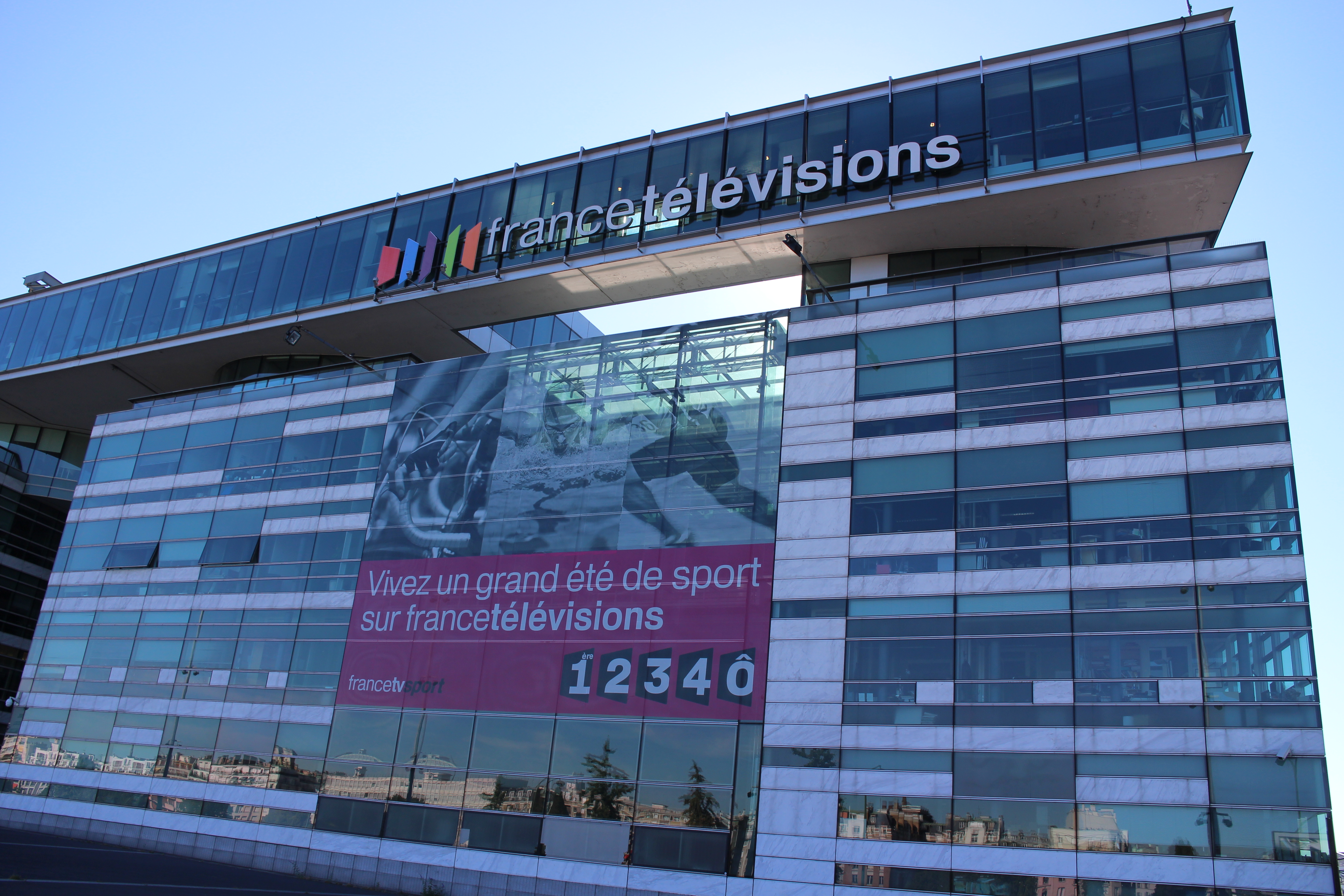
Gmach France Télévisions na esplanade Henri de France w Paryżu (2015).

France Télévisions jest ogólnokrajową spółką programową, której misje są określone w artykule 44 ustawy nr 86-1067 z dnia 30 września 1986 r. dotyczącej wolności komunikacji, poprawiona ustawą nr 2013-1028 z dnia 15 listopada 2013 r. dotyczącą niezależności nadawców publicznych. Działanie spółki jest równkeż wyjaśnione w specyfikacjach spółki, ustalonych dekretem nr 2009-1263 z dnia 19 października 2009 r. zatwierdzającym statut narodowej spółki programowej France Télévisions. Ponadto kierunki strategiczne grupy są przedmiotem umowy o celach i środkach (COM), podpisywanej co pięć lat między France Télévisions a jej udziałowcem, państwem francuskim.

Zgodnie z francuskim prawem, kanały telewizji publicznej nie mogą nadawać reklam na antenie od godziny 20:00 do 6:00. Część art. 44 ustawy nr 86-1067 z dnia 30 września 1986 r. dotyczącej wolności komunikacji, wg poprawy 2013-1028 z dnia 15 listopada 2013 r. dotycząca niezależności nadawców publicznych głosi:
France Télévisions jest odpowiedzialna za projektowanie i programowanie krajowych, regionalnych i lokalnych audycji telewizyjnych, a także zagranicznych audycji radiowych. Publikuje i emituje również szereg usług komunikacji audiowizualnej, w tym audiowizualnych usług medialnych na żądanie, odpowiadających misjom służby publicznej, o których mowa w art. 43-11 oraz w jego specyfikacjach. [...] Uwzględnia rozwój technologii cyfrowych, aby zapewnić wszystkim odbiorcom dostęp do swoich programów. Szanując tożsamość linii redakcyjnych każdej z publikowanych i emitowanych przez siebie usług, France Télévisions zapewnia poprzez swoje wybory programowe i nabywanie programów oraz utworów audiowizualnych i kinematograficznych gwarancję różnorodności twórczości i produkcji. France Télévisions odzwierciedla różnorodność francuskiego społeczeństwa w swoich programach i zapewnia podjęcie odpowiednich działań w celu poprawy obecności tej różnorodności w programach. [...] projektuje i emituje programy regionalne, które przyczyniają się do poznania i wpływu tych terytoriów oraz, w stosownych przypadkach, do ekspresji języków regionalnych. Programy te są nadawane na specjalnych stoiskach, w tym w godzinach największej oglądalności, i można je odebrać w całym kraju. Odzwierciedlają różnorodność życia gospodarczego, społecznego i kulturalnego w regionie oraz dostarczają informacji lokalnych.

## Kanały telewizyjne

### Kanały własności France Télévisions
| Nazwa kanału | Logo | Start emisji naziemnej |
| ------------ | ---- | ---------------------- |
| France 2     |      | 21 grudnia 1964        |
| France 3     |      | 31 grudnia 1972        |
| France 4     |      | 31 marca 2005          |
| France 5     |      | 13 grudnia 1994        |
| France Info  |      | 31 sierpnia 2016       |
| La Première  |      | 9 lipca 2004           |

### Kanały z udziałami France Télévisions
| Nazwa kanału   | Logo | Start emisji naziemnej |
| -------------- | ---- | ---------------------- |
| Arte           |      | 30 maja 1992           |
| Euronews       |      | 1 stycznia 1993        |
| France Info    |      | 31 sierpnia 2016       |
| TV5 Monde      |      | 2 stycznia 1984        |
| Africanews     |      | 4 stycznia 2016        |
| Planète+ Crime |      | 27 października 2007   |

### Kanały sprzedane
| Nazwa kanału  | Logo | Start emisji naziemnej |
| ------------- | ---- | ---------------------- |
| France 24     |      | 30 listopada 2005      |
| Histoire      |      | 14 lipca 1997          |
| Mezzo         |      | 21 marca 1998          |
| Mezzo Live HD |      | 7 kwietnia 2010        |
| Gulli         |      | 18 listopada 2005      |

### Kanały nieistniejące
| Nazwa kanału       | Logo | Start emisji naziemnej |
| ------------------ | ---- | ---------------------- |
| Télé Emploi        |      | 28 marca 1994          |
| France Supervision |      | 7 września 1992        |
| La Cinquième       |      | 13 grudnia 1994        |
| Chaîne Régions     |      | 11 maja 1998           |
| RFO Sat            |      | 25 marca 1998          |
| Festival           |      | 24 czerwca 1996        |
| Gourmet TV         |      | 20 marca 2002          |
| Ma Planète         |      | 5 listopada 2003       |
| Planète Juniors    |      | 4 września 2007        |
| Tempo              |      | 1983                   |
| Planète+ Thalassa  |      | 1 listopada 2002       |
| France Ô           |      | 25 lutego 2005         |

## Udziały i widownia
W 2019 roku średni udział oglądalności kanałów France Télévisions wyniósł 28,9%, dzięki czemu była pierwszą we Francji, wyprzedzając grupy TF1 (27,2%) i M6 z 14,5%. W lipcu 2015 France Télévisions – z Francetv Info, France 3 Régions, 1re Outre-mer, Culturebox i Géopolis – zajęła 4. miejsce wśród najczęściej odwiedzanych przez internautów witryn informacyjnych we Francji z 6,896 milionami użytkowników, za Le Figaro (8,640 miliona), L'Internaute (8,368 mln) i Le Monde (7,198 mln). Pośród użytkowników telefonów komórkowych zajęła drugie miejsce z 4,838 milionami użytkowników, za Le Figaro (5,147 miliona), a spośród użytkowników tabletów zajmuje trzecie miejsce z 2,702 milionami użytkowników, za Le Figaro (2,908 miliona) i 20 Minutes (2,814 miliona).
| Rok  | France 2 | France 3 | France 4 | France 5 | France Info | Łącznie |
| ---- | -------- | -------- | -------- | -------- | ----------- | ------- |
| 2007 | 18,1%    | 14,1%    | 0,4%     | 3,3%     | b.d.        | 35,9%   |
| 2008 | 17,5%    | 13,3%    | 0,9%     | 3%       | b.d.        | 34,7%   |
| 2009 | 16,7%    | 11,8%    | 1,1%     | 3,1%     | b.d.        | 32,7%   |
| 2010 | 16,1%    | 10,7%    | 1,6%     | 3,2%     | b.d.        | 31,6%   |
| 2011 | 14,9%    | 9,7%     | 2%       | 3,3%     | b.d.        | 29,9%   |
| 2012 | 14,9%    | 9,7%     | 2,1%     | 3,5%     | b.d.        | 30,2%   |
| 2013 | 14%      | 9,5%     | 1,8%     | 3,3%     | b.d.        | 28,6%   |
| 2014 | 14,1%    | 9,4%     | 1,6%     | 3,2%     | b.d.        | 28,8%   |
| 2015 | 14,3%    | 9,2%     | 1,7%     | 3,4%     | b.d.        | 29,2%   |
| 2016 | 13,4%    | 9,1%     | 1,9%     | 3,4%     | b.d.        | 28,6%   |
| 2017 | 13%      | 9,1%     | 1,8%     | 3,6%     | 0,3%        | 28,4%   |
| 2018 | 13,5%    | 9,4%     | 1,6%     | 3,5%     | 0,4%        | 28,4%   |
| 2019 | 13,9%    | 9,3%     | 1,6%     | 3,6%     | 0,5%        | 28,9%   |
| 2020 | 14,1%    | 9,4%     | 1,2%     | 3,5%     | 0,7%        | 28,9%   |
| 2021 | 14,7%    | 9,4%     | 0,8%     | 3,3%     | 0,7%        | 28,9%   |

## Historia logo
| Okres obowiązywania | Grafika | Opis logo |
| ------------------- | ------- | --- |
| 1992–2000           |         | Czarny napis „France Télevision” (ówczesna nazwa firmy), nad i pod którym widoczne są częściowo ucięte liczby 2 i 3, symbolizujące dwa kanały ówcześnie posiadane przez firmę.                                                                                        |
| 2000–2002           |         | Podobne do logo obowiązującego w latach 1992–2000. Napis „France Télévision” został przesunięty na dół logo, nad nim znalazła się gruba szara linia. Nad linią znajdowały się projekty graficzne kanałów firmy: wcześniej wspomniane kanały 2 i 3, oraz nowy kanał 5. |
| 2002–2008           |         | Cztery kwadratowe figury, podobne do lustr, tzw. „okna”. Pod nimi znajduje się napis „francetélévisions”. Każdy element przedstawiony na logo jest w kolorze niebieskim lub granatowym.                                                                               |
| 2008–2012           |         | Logo przypomina to używane w latach 2002–2008. W sygnecie pojawiło się piąte tzw. „okno”, a wszystkie z nich przybrały różne barwy, odpowiednio: czerwony, niebieski, fioletowy, zielony oraz żółty. Napis pod sygnete, pozostał bez zmian.                           |
| 2012–2018           |         | Składa się wyłącznie z napisu „francetélévisions” w kolorze czarnym. |
| 2018–2022           |         | Przedstawia czarny napis „france•tv”. |
| od 2023             |         | Czarny napis „france”, obok którego znajduje się zapisane w różnych kolorach tęczy „•tv”. |